# Лёгкие крейсера типа «Светлана»
Лёгкие крейсера типа «Светлана» — серия лёгких крейсеров Российской империи, первые российские крейсера Российского императорского флота оснащённые паровыми турбинами в качестве двигателя. Строительство кораблей было начато для Балтийского и Черноморского флотов Российской империи, однако после затянувшейся достройки они вошли в состав ВМФ СССР.

## Введение
В 1913—1914 годах на балтийских и черноморских судостроительных заводах России заложено 4 легких крейсера типа «Светлана» и 4 во многом схожих крейсера типа «Адмирал Нахимов». Ни один из них тогда не был достроен и не участвовал в Первой Мировой войне. Но степень готовности нескольких крейсеров была высока, и после революции четыре: «Красный Кавказ», «Профинтерн» (затем «Красный Крым»), «Червона Украина» и «Ворошилов»; и два, перестроенных в танкеры: «Азнефть» и «Грознефть») правительство СССР решило достроить.
«Профинтерн» и «Червону Украину» достроили почти по первоначальному проекту.
«Красный Кавказ» (бывший «Адмирал Лазарев») — единственный крейсер, достраивавшийся по модифицированному проекту. Это позволило приблизить его характеристики к легким крейсерам, строившимся в 30-х годах за рубежом и в Советском Союзе. Он использован для отработки решений, которые затем воплощены в крейсерах типа «Киров».
Судьба крейсера «Адмирал Бутаков» (с 24.11.1926 — «Ворошилов», с 25.11.1940 по май 1941 — «Аврора») была предметом многократного обсуждения в руководстве РККА и судостроительной промышленности. К 1918 году готовность корабля по корпусу составляла 70 %. Вплоть до 1940 года предлагался и обсуждался целый ряд проектов его достройки в качестве плавбазы торпедных катеров, вспомогательного крейсера, минного заградителя и т. д., было даже принято решение о его достройке в качестве учебного крейсера, но достроен он не был. Корпус корабля продолжал храниться на Морском заводе в Кронштадте и только в 1952 году был разобран.
В Великой Отечественной войне 3 крейсера типа «Светлана» в составе бригады крейсеров эскадры Черноморского флота участвовали в боевых действиях на Чёрном море.
Крейсер «Червона Украина» погиб в 1941 году при отражении ноябрьского штурма Севастополя.
В ходе войны крейсера «Красный Крым» и «Красный Кавказ» стали гвардейскими. После войны оба переведены в учебные и стали базой корабельной практики курсантов военно-морских училищ.
Во второй половине 1950-х годов оба исключены из корабельного состава ВМФ СССР.

## История создания и начало постройки

### История создания
В результате Русско-японской войны 11 крейсеров русского флота («Баян», «Паллада», «Рюрик», «Адмирал Нахимов», «Владимир Мономах», «Дмитрий Донской», «Светлана», «Варяг», «Новик», «Боярин», и «Изумруд») были потоплены и 5 («Аскольд», «Диана», «Олег», «Аврора» и «Жемчуг») интернированы в иностранных портах. К окончанию войны в состав русского флота на Тихом океане входили только четыре крейсера — («Россия», «Громобой», «Богатырь» и «Алмаз»). На Балтике и на Черноморском флоте сохранились крейсера, не участвовавшие в войне, но часть их практически устарела и не могла быть использована в боевых действиях.
Все оставшиеся на балтийском флоте устаревшие крейсера — («Адмирал Корнилов», «Память Азова» и «Рында») в 1906—1907 годах переведены в учебные суда. Исключение составляли только крейсера черноморского флота сравнительно новой постройки — «Кагул» (1905 года) и «Очаков» (1907 года).
Определяющими при разработке кораблестроительных программ 1908—1916 годов стали — господствовавшая в то время военно-морская доктрина Мэхена и Коломба, внешняя политика России, план возможной войны на море, новые тенденции в военно-морской технике и кораблестроении, наиболее проявившиеся после русско-японской войны, финансовые возможности России и мощность судостроительной базы.
В июне 1912 года утверждена «Программа усиленного судостроения флота на 1912—1916 годы», предусматривающая постройку 4 линейных крейсеров типа «Измаил», 4 легких крейсеров типа «Светлана», 36-ти эсминцев типа «Новик» и 12 подводных лодок типа «Барс» для Балтийского флота и 2-х легких крейсеров типа «Светлана» для Черноморского.
Деятельное участие в продвижении программы и её ассигнования предпринимали морской министр И. К. Григорович и выдающийся российский и советский кораблестроитель А. Н. Крылов, занимавший тогда должности председателя Морского технического комитета и главного инспектора кораблестроения.
Турбинные КРЛ 1-го поколения, создаваемые для РИФ, соответствовали решению тех же задач, что и предшественники — «малые» и «средние» бронепалубные крейсера проектов до русско-японской войны: разведка, огневая поддержка соединений эсминцев и т. д. Но, благодаря турбинной силовой установке, крейсера типа «Светлана» должны были быть лучше приспособлены для взаимодействия с новыми классами турбинных боевых кораблей — дредноутами и эсминцами, благодаря возросшей до 30 узлов скорости, более высокой мореходности, бортовому бронированию, более современному и однородному по составу артиллерийскому вооружению казематно-палубного расположения. Реализованная на КРЛ частично казематная схема защиты артиллерии обеспечила снижение себестоимости постройки (в пользу постройки линейных крейсеров) при ограниченном бюджете. Русские КРЛ 1-го поколения во время закладки по проектным элементам превосходили зарубежные аналоги, а по критериям британского ВМФ — фактически первые в мире КРЛ 1-го класса.
Заказы на постройку 4 лёгких крейсеров для БФ размещены на Русско-Балтийском судостроительном заводе (лёгкие крейсера «Светлана» и «Адмирал Грейг») и Путиловской верфи (лёгкие крейсера «Адмирал Спиридов» и «Адмирал Бутаков»). Одним из главных требований Главного управления кораблестроения была унификация всех кораблей данного типа. В результате многочисленных исправлений и изменений проекта удалось добиться почти полной их идентичности.

### Начало постройки

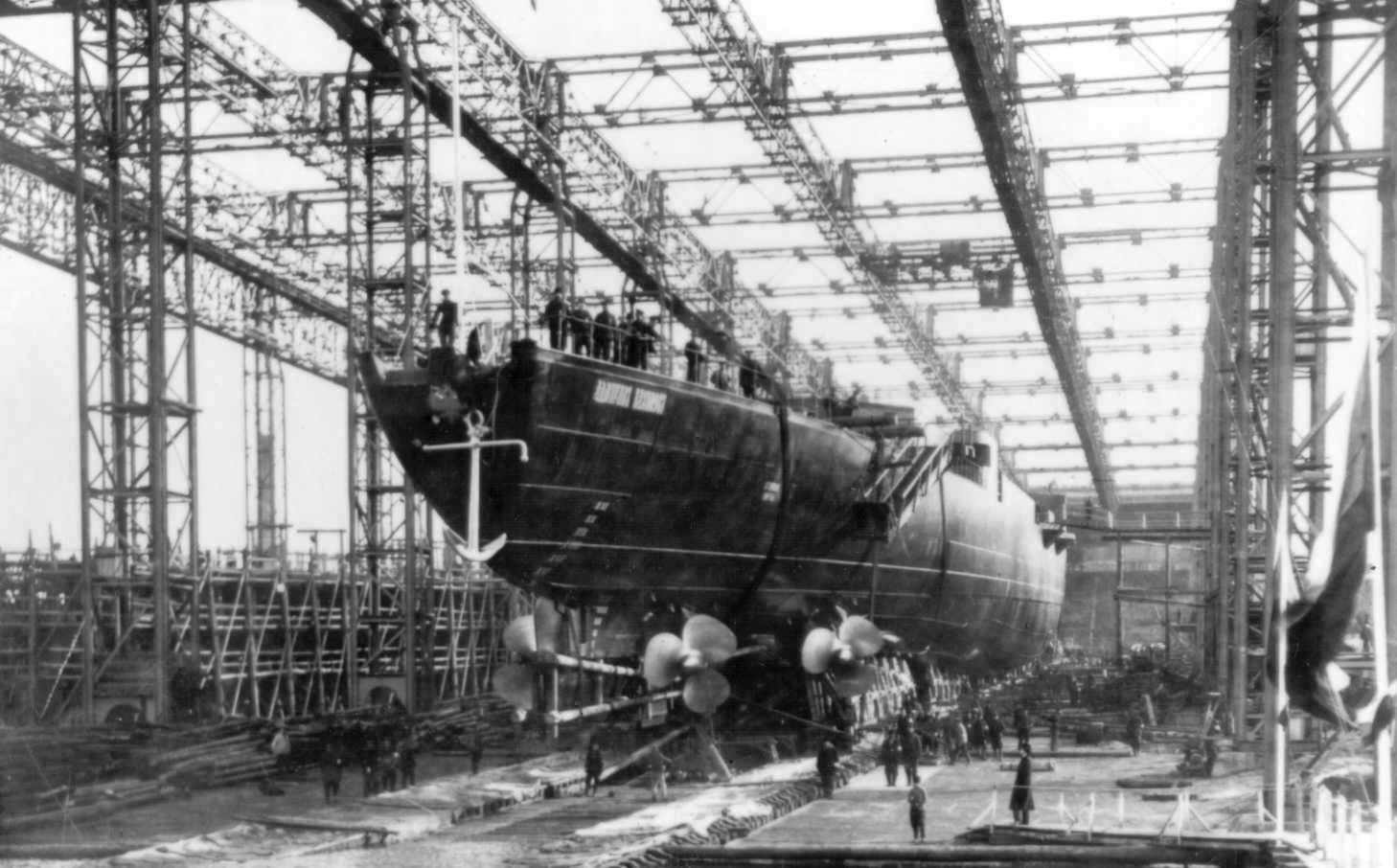
«Адмирал Нахимов» перед спуском. 24 октября 1915 года

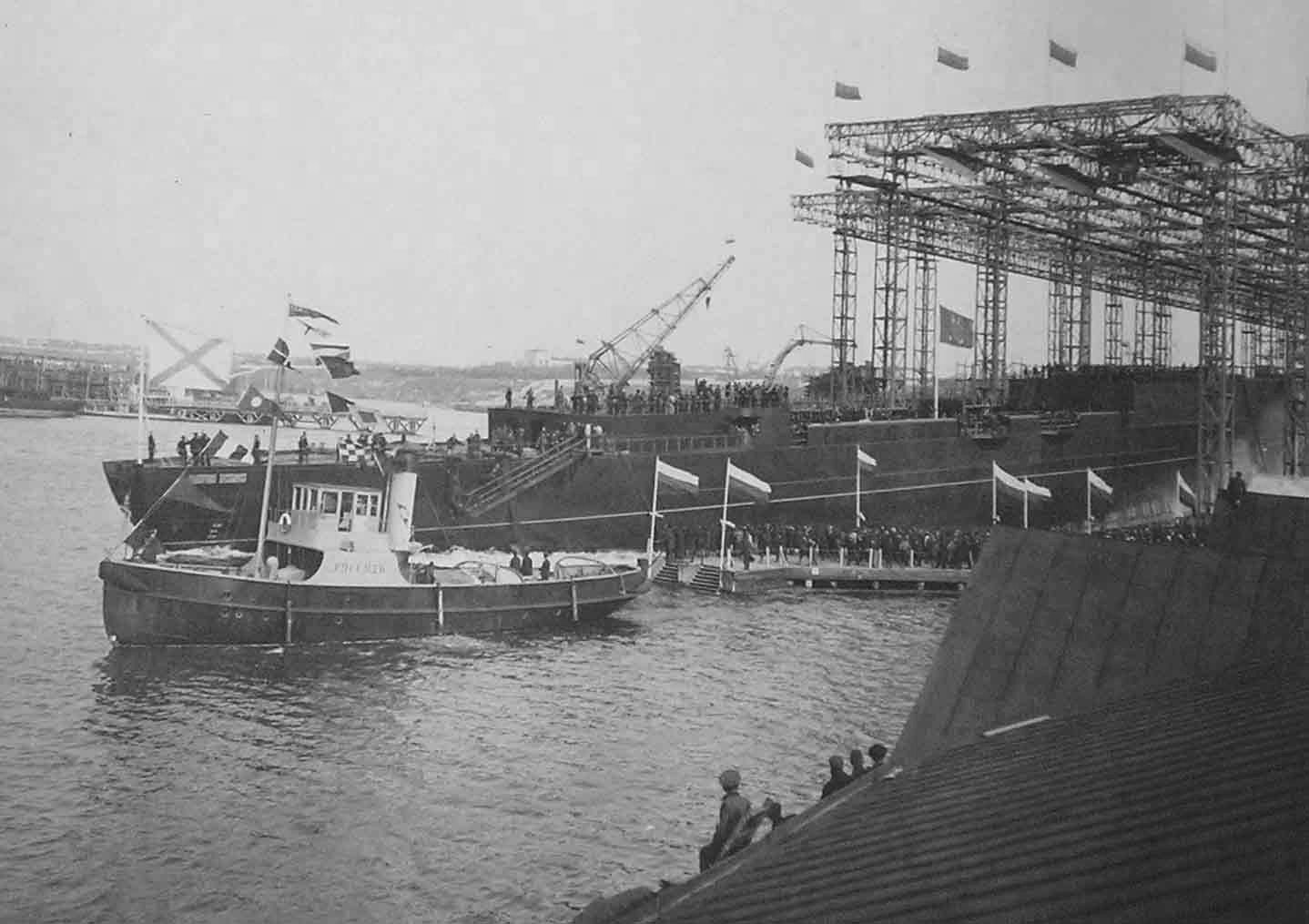
Спуск на воду «Адмирала Нахимова» 25 октября 1915 года

В 1913—1914 годах было заложено 8 похожих КРЛ в двух подтипах: на северных верфях — 4 типа «Светлана» — 2 на Ревельском судостроительном заводе и 2 на верфи Путиловского завода — для Балтийского флота, и на южных верфях — 4 подтипа «Адмирал Нахимов» (строили по единому проекту на заводе «Руссуд», в кооперации с заводом «Наваль») — для Чёрноморского флота.
Завершить постройку легких крейсеров планировали в 1915—1916 годах, но в связи с началом Первой мировой войны, при высокой степени готовности отдельных, эти сроки сорваны из-за нехватки материалов и непоставок механизмов, заказанных на германских заводах.
Во время Октябрьской революции и последующей Гражданской войны достройка крейсеров приостановлена
В 1920-х годах Советское правительство планировало достроить шесть из восьми заложенных КРЛ, которые, по согласованию с военно-морскими специалистами, формально отнесены к единому типу «Светлана». Но только один балтийский и два черноморских КРЛ достроены как крейсера.
Два корабля переделаны в танкеры «Азнефть» (быв. «Адмирал Грейг») и «Грознефть» (быв. «Адмирал Спиридов») — их бронированные корпуса пригодны для плавания во льду. При перестройке котлы и турбины на обоих судах демонтированы и установлены судовые дизели Коломенского завода.
Крейсер «Ворошилов» (быв. «Адмирал Бутаков») так и не введён в строй, хотя решение о его достройки как учебного принимали и отменяли дважды.
В конце 1920-х — начале 1930-х годов три крейсера под новыми названиями: «Профинтерн» (бывший «Светлана»), «Червона Украина» (бывший «Адмирал Нахимов») и «Красный Кавказ» (бывший «Адмирал Лазарев») введены в ВМС СССР.

## Описание конструкции

### Корпус
Крейсера имели главные размерения: длина наибольшая 158,4 метра, длина по ватерлинии 154,8 м, ширина с броней и обшивкой 15,35 м, без обшивки и брони — 15,1 м, осадка на ровный киль 5,58 м. Высота надводного борта: у носа — 7,6 м, у средины — 3,4 м и у кормы — 3,7 м.
Корпус водо- и нефтенепроницаемыми продольными и поперечными переборками разделен на отсеки. Для непотопляемости крейсера сделали второе дно на протяжении всего корпуса и третье дно на отдельных его участках (в основном у котельных и машинных отделений), с размещением энергетической установки в четырёх турбинных и семи котельных водонепроницаемых отсеках.

### Бронирование
Бронезащита крейсеров в два контура для защиты от снарядов и осколков артиллерии его главных противников — эсминцев и лёгких крейсеров. Первый контур бронезащиты ограждал пространство между бортами корабля и его верхней и нижней палубами, второй — между нижней палубой и бортами. Платформа, защищавшая второй контур снизу, не бронировалась, так как она ниже ватерлинии. Бортовая броня второго контура повышенной толщины защищала жизненно важные помещения крейсера — котельные и машинные отделения. 25-мм броневой пояс первого контура, включённый в расчёт продольной прочности корпуса, из нецементированной крупповской стали высотой 2,25 метра по всей длине крейсера, охватывая борт от нижней до верхней палуб. Главный броневой пояс из цементированных плит крупповской стали высотой 2,1 метра толщиной 75 мм, ниже и почти по всей длине корабля. Пояс в районе 125-го шпангоута заканчивался траверзом из 50 мм брони. Нижняя часть главного броневого пояса на 1,2 метра опускалась ниже ватерлинии и опиралась на бортовые кромки платформы, а верхняя часть пояса замыкала контур настила нижней палубы. Настилы нижней и верхней палуб с броней 20 мм. Кормовой подзор, защищённый 25-мм броней, начинался от броневого траверза.
Кожухи (защита) труб крейсера от нижней до верхней палуб (первая труба — до палубы бака) с 20-мм броней. Выше верхней палубы все элеваторы (лифты) подачи боеприпасов к орудиям с бронекожухами из нецементированной крупповской стали толщиной 25 мм. Боевая рубка из двух ярусов вертикальных стен из 75-мм нецементированной крупповской брони, с бронированными крышей и полом толщиной 50 мм. Из 20-мм нецементированной стали основание боевой рубки от верхней палубы до нижней части. Защита многочисленных проводов и кабелей от приборов управления кораблем, артиллерийским огнём и телефонов в боевой рубке — труба из кованой пушечной стали с толщиной стен 75 мм.
Недостаток бронирования, по мнению кораблестроительного комитета морского министерства, отсутствие бронезащиты дымоходов и кожухов котлов.

#### Энергетическая установка
Энергетическая установка крейсера по проекту — паровые турбины системы «Кёртис—АЭГ—Вулкан» с мощностью переднего хода 10 700 л. с. (проектной), а на форсированном ходе около 14 000 л. с. По проекту турбинная установка крейсера при мощности на переднем ходу 50 000 л. с. обеспечивала скорость 29,5 узлов. На заднем ходу мощность турбин около 20 000 л. с.
Источник пара турбин крейсера — 4 нефтеугольных и 9 нефтяных котлов типа «Ярроу—Вулкан» с рабочим давлением пара 17 кг/см². Нормальный запас топлива — около 370—500 тонн нефти и 130 тонн угля обеспечивал крейсеру шестнадцатичасовой пробег при скорости 29,5 узлов (470 миль) и суточный пробег на ходу 24 узла (576 миль).

#### Электрооборудование
Питающее электрооборудование крейсера из носовой электростанции на платформе (промежуточной внутренней палубе) в районе 25—31-го шпангоутов с двумя дизель-генераторами (дизель-динамо) постоянного тока мощностью по 75 кВт и с распределительным щитом, который позволял распределять потребителям электроэнергию и управлять режимами работы генераторов. В корме корабля на платформе в районе 103—108 шпангоутов кормовая электростанция, но не с дизель-генераторами, как носовая, а с двумя турбогенераторами постоянного тока более высокой мощности — по 125 кВт. В корме и главный распределительный щит кормовой электростанции для того же, что и распределительный щит носовой электростанции. Питание турбогенераторов паром от паропровода вспомогательных механизмов. Напряжение бортовой сети 225 вольт.

## Представители
| Название                                                | Судоверфь                                                                                | Закладка                                                | Спуск на воду                                           | Вступление в строй                                      | Исход                                                   |
| Корабли постройки северных верфей, для Балтийского моря | Корабли постройки северных верфей, для Балтийского моря                                  | Корабли постройки северных верфей, для Балтийского моря | Корабли постройки северных верфей, для Балтийского моря | Корабли постройки северных верфей, для Балтийского моря | Корабли постройки северных верфей, для Балтийского моря |
| ------------------------------------------------------- | ---------------------------------------------------------------------------------------- | ------------------------------------------------------- | ------------------------------------------------------- | ------------------------------------------------------- | ------------------------------------------------------- |
| Светлана / Профинтерн / Красный Крым                    | Русско-Балтийское механическое и судостроительное акционерное общество, Ревель           | 11 ноября 1913                                          | 28 ноября 1915                                          | 1 июля 1928                                             | учебный с 1954 года, разобран в 1960-х годах            |
| Адмирал Бутаков / Ворошилов                             | Путиловская верфь, Петербург                                                             | 29 ноября 1913                                          | 23 июля 1916                                            | не достроен                                             | не достроен                                             |
| Адмирал Спиридов                                        | Путиловская верфь, Петербург                                                             | 16 ноября 1913                                          | 27 августа 1916                                         | достроен в 1926 как танкер «Грознефть». Погиб в ВОВ     | достроен в 1926 как танкер «Грознефть». Погиб в ВОВ     |
| Адмирал Грейг                                           | Русско-Балтийское механическое и судостроительное акционерное общество                   | 24 ноября 1913                                          | 26 ноября 1916                                          | достроен в 1926 как танкер «Азнефть». Затонул в шторм   | достроен в 1926 как танкер «Азнефть». Затонул в шторм   |
| Корабли постройки южных верфей, для Чёрного моря        |                                                                                          |                                                         |                                                         |                                                         |                                                         |
| Адмирал Нахимов / Червона Украина                       | Руссуд, Николаев Объединение Николаевских государственных заводов им. А. Марти, Николаев | 18 октября 1913                                         | 25 октября 1915                                         | 21 марта 1927                                           | потоплен 13 ноября 1941                                 |
| Адмирал Лазарев / Красный Кавказ                        | Руссуд, Николаев Объединение Николаевских государственных заводов им. А. Марти, Николаев | 18 октября 1913                                         | 15 мая 1916                                             | 25 января 1932                                          | потоплен 21 ноября 1952                                 |
| Адмирал Истомин                                         | Руссуд, Николаев                                                                         | июль 1914                                               | не достроен, разобран на стапеле                        | не достроен, разобран на стапеле                        | не достроен, разобран на стапеле                        |
| Адмирал Корнилов                                        | Руссуд, Николаев                                                                         | июль 1914                                               | не достроен, разобран на стапеле                        | не достроен, разобран на стапеле                        | не достроен, разобран на стапеле                        |

## Крейсер «Светлана» → «Профинтерн» → «Красный Крым»

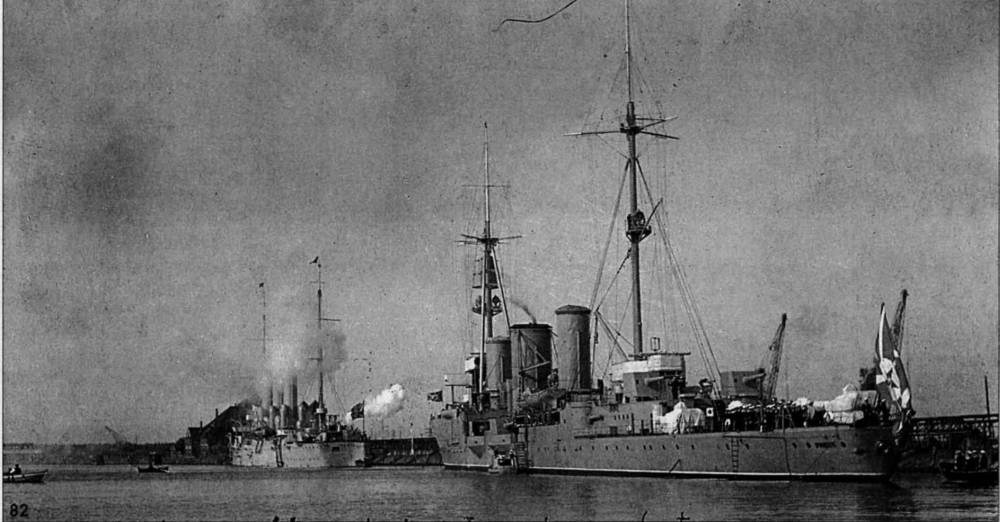
Крейсера «Профинтерн» и «Аврора» в Свинемюнде, 1929 год.

### Постройка и достройка крейсера «Светлана» («Профинтерн»)
Крейсер «Светлана» был заложен 24 ноября 1913 года, сборка начата только 1 апреля 1914 года. 5 февраля 1925 года сменил название на «Профинтерн». 1 июля 1928 года «Профинтерн» был зачислен в Морские силы Балтийского моря.

### Вооружение (на ноябрь 1943 года)
Главный калибр из 15 130-мм орудий образца 1913 года. Угол вертикального наведения −5° — +30°, горизонтального — 360°. Суммарный боекомплект (БК) — 2625 выстрелов.

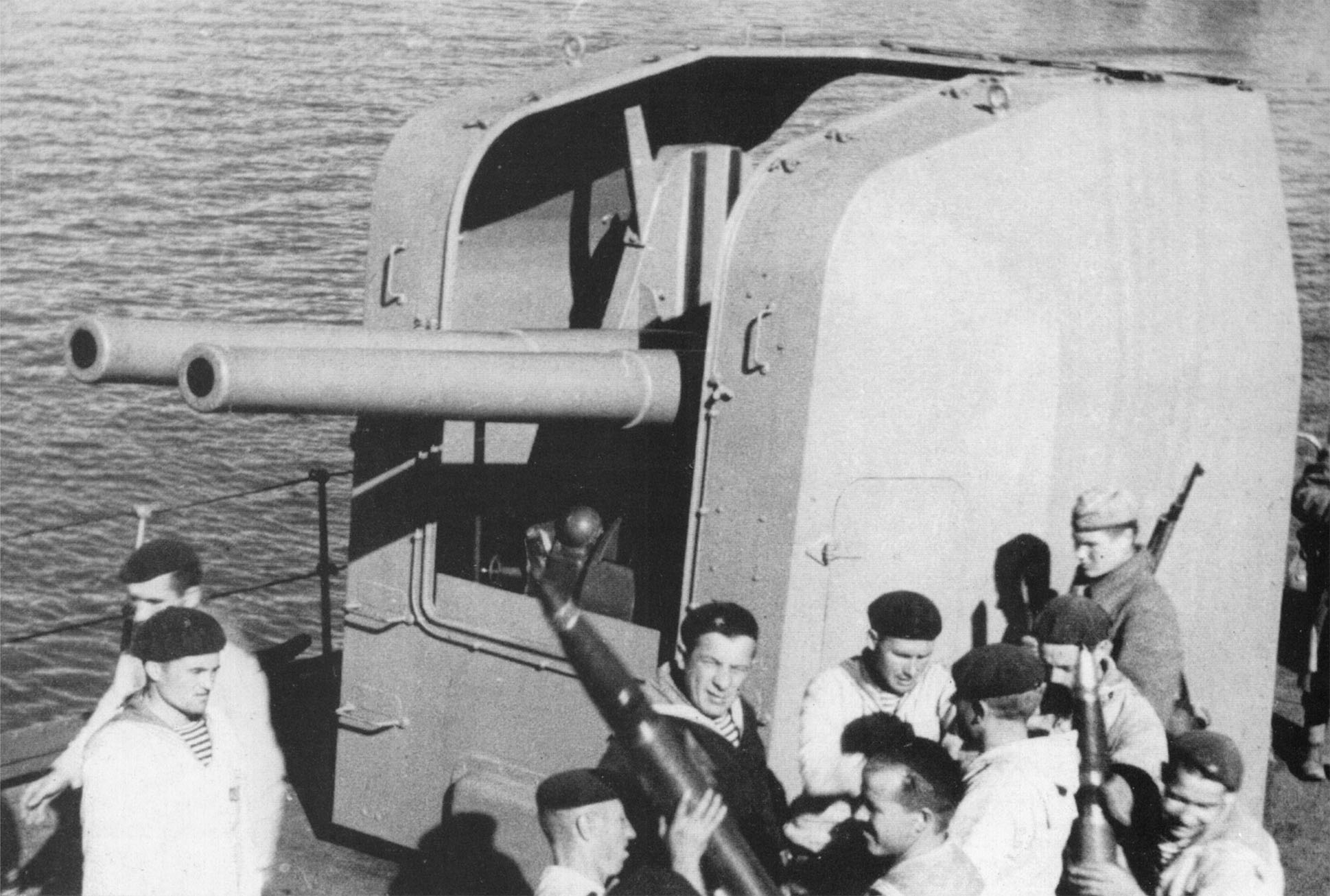
2x100/47-мм ЗАУ системы Минизини.

#### Зенитное вооружение
3 спаренных 100-мм ЗАУ Минизини — 1 на баке, 2 на корме побортно, суммарный БК 1621 выстрел; 4 45-мм полуавтоматических пушки (21-К) по две на борт в задней части полубака между 1-й и 2-й трубами, суммарный БК 3050 выстрелов; 10 37-мм автоматических пушек (70-К), суммарный БК 10 440 выстрелов. 2 счетверённых 12,7-мм зенитных пулемёта Виккерс побортно на кормовой надстройке, суммарный БК 24 000 патронов; 4 12,7-мм зенитных пулемёта ДШК, суммарный БК 11 930 патронов.

#### Минно-торпедное и противолодочное вооружение

##### Торпедное вооружение
Торпедное вооружение крейсера состояло из двух трёхтрубных 533-мм торпедных аппаратов (ТА) 39-Ю первой серии. Боекомплект — шесть торпед типа 53-38 в аппаратах.

##### Противолодочное вооружение
Шесть совков для глубинных бомб М-1 и две тележки для глубинных бомб Б-1. Запас бомб: 10 Б-1 и 20 — М-1.

##### Минное вооружение
Мог принять до 90 морских мин заграждения КБ-3 или до 100 мин образца 1926 года.

### Экипаж
На ноябрь 1943 года экипаж «Красного Крыма» 852 человека — 48 офицеров, 148 старшин и 656 рядовых краснофлотцев.

### Модернизации крейсера

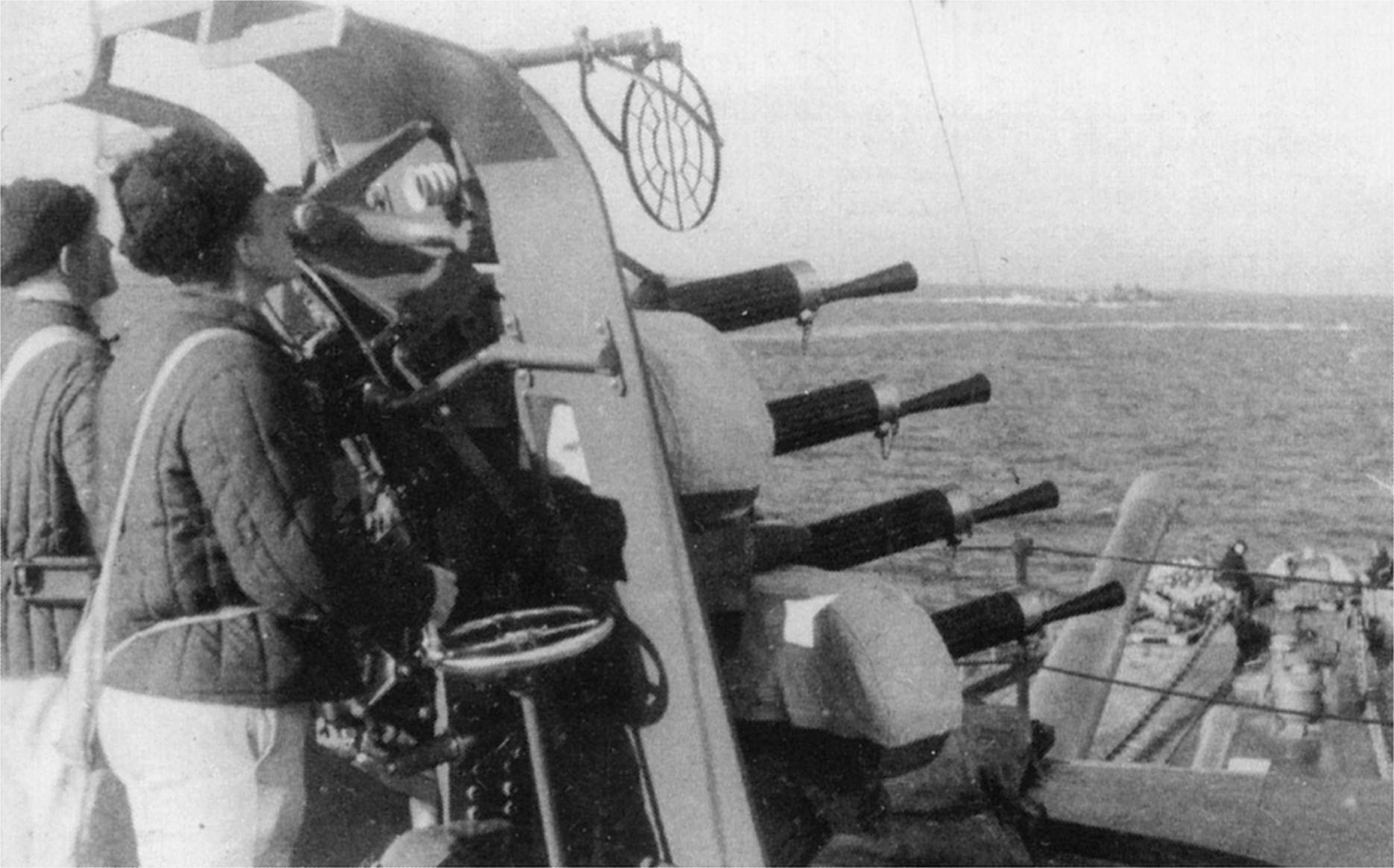
Счетверённый 12,7-мм зенитный пулемёт «Виккерс»

В 1929 году на «Профинтерн» поставлен гидросамолёт и демонтирован кормовой ТА на юте. В 1930 году добавлены ещё 2 3-х трубных 450-мм ТА. Итальянскими 100-мм пушками, закупленными для крейсера «Киров», усилили артиллерийское вооружение старых крейсеров, а «Киров» получил одноорудийные 100-мм универсальные установки Б-34. В 1935—1938 годах взамен 75-мм зениток установили 100-мм ЗАУ Минизини, зенитные 45-мм пушки 21-К, зенитные пулемёты ДШК, вместо четырёх 3-х трубных 450-мм ТА — 2 3-х трубных 533-мм, и демонтированы подводные траверзные торпедные аппараты. Главные котлы тоже модернизированы — переведены на жидкое топливо. Во время ремонта летом 1941 года оборудован размагничивающими обмотками системы ЛФТИ. В конце 1941 года вместо кормовой пары пушек 21-К установлены счетверённые 12,7-мм зенитные пулемётные установки «Виккерс». В 1942 году часть неудачно зарекомендовавших себя пушек 21-К заменена 37-мм зенитными автоматами 70-К. Во время ремонта 1943—1944 года сняты оставшиеся 45-мм пушки 21-К и поставлены 2 37-мм 70-К. Кроме этого, изменяли места и количество артиллерийских и минных постов, дальномеров, прожекторов, внешний вид и высоту мачт.

### История службы

#### 1928—1941 годы
В августе 1929 года «Профинтерн» и «Аврора», первыми из военных кораблей СССР, посетили иностранный порт — Свинемюнде. В ноябре 1929 года — 18 января 1930 года «Профинтерн» и линкор «Парижская Коммуна» перешли на Чёрное море. С 1935 по 1938 год крейсер капитально ремонтировали и модернизировали. 31 октября 1939 года «Профинтерн» переименован в «Красный Крым». Накануне Великой Отечественной войны крупные надводные корабли ЧФ объединены в эскадру (линкор «Парижская Коммуна», отряд лёгких сил) и бригаду крейсеров — лёгкие крейсера «Красный Крым», «Красный Кавказ» и «Червона Украина», 1-й (эсминцы типа «Новик») и 2-й (эсминцы типа «Гневный») дивизионы эсминцев.

#### Боевой путь во время Великой Отечественной войны

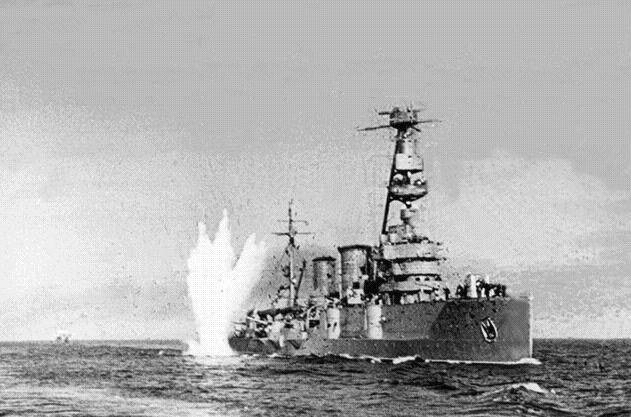
«Красный Крым» под огнём

К 22 июня 1941 года «Красный Крым» находился в ремонте с мая. В связи с началом войны ремонт на крейсере был ускорен и ко 2-й половине августа корабль вошёл в строй. 22 августа «Красный Крым» и эсминцы «Фрунзе» и «Дзержинский» прибыли в осаждённую Одессу, доставив 1-й и 2-й отряды моряков — 600 и 700 человек, и после выгрузки обстреляли части румын. 21 сентября под Одессой отрядом из крейсеров «Красный Крым», «Красный Кавказ», эсминцев «Бойкий», «Безупречный» и «Беспощадный» в 16-ти километрах от линии фронта высажен и поддержан огнем морской десант — 3-й Черноморский полк морской пехоты. 30 октября 1941 года части 11-й армии вермахта вышли к Севастополю. 1 ноября 41-го для оперативных задач и артиллерийской поддержки 1-го и 2-го секторов обороны на юге Севастопольского оборонительного района оставлены крейсера «Красный Крым», «Червона Украина» и несколько эсминцев. 21 декабря 1941 года, во время второго наступления немцев на Севастополь, «Красный Крым» в отряде кораблей, доставил в город 79-ю морскую стрелковую бригаду. В ноябре—декабре 1941 года в боях за Севастополь крейсер провел 18 артиллерийских стрельб. 28—30 декабря «Красный Крым» в Керченско-Феодосийской десантной операции, высадив десантников, поддерживал десант огнем. За операцию «Красный Крым» 11 раз атакован с воздуха, в корабль попало 11 снарядов и мин.

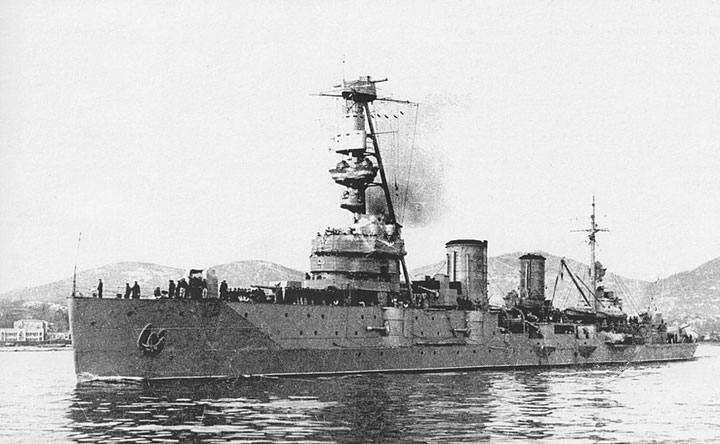
«Красный Крым». 1943 год

15—25 января 1942 года в отряде кораблей крейсер перевозил и высаживал второй и третий эшелоны десанта у города Судак в Крыму. С января по июнь 1942 года «Красный Крым» доставлял в Севастополь грузы и подкрепления — в общем 98 рейсов. За этот же период крейсер с другими кораблями Черноморского флота осуществлял огневую поддержку Севастопольского оборонительного района. Артиллерийские удары наносили в общем 64 дня, в некоторые дни огонь открывался по нескольку раз. Приказом наркома ВМФ № 137 от 18 июня 1942 года крейсер «Красный Крым» был удостоен звания «гвардейский». С начала августа 1942 года за месяц «Красный Крым» и эсминец «Незаможник» вывезли из Новороссийска в Туапсе более 10 000 человек и свыше 1000 тонн грузов. Во 2-й половине октября 1942 года в отряде кораблей крейсер участвовал в переброске 8-й и 9-й гвардейских стрелковых бригад из Поти в Туапсе. С июля по декабрь 1942 года корабли эскадры, в которой и «Красный Крым», перевезли 47 848 бойцов и командиров с вооружением и около 1 тысячи тонн военных грузов.

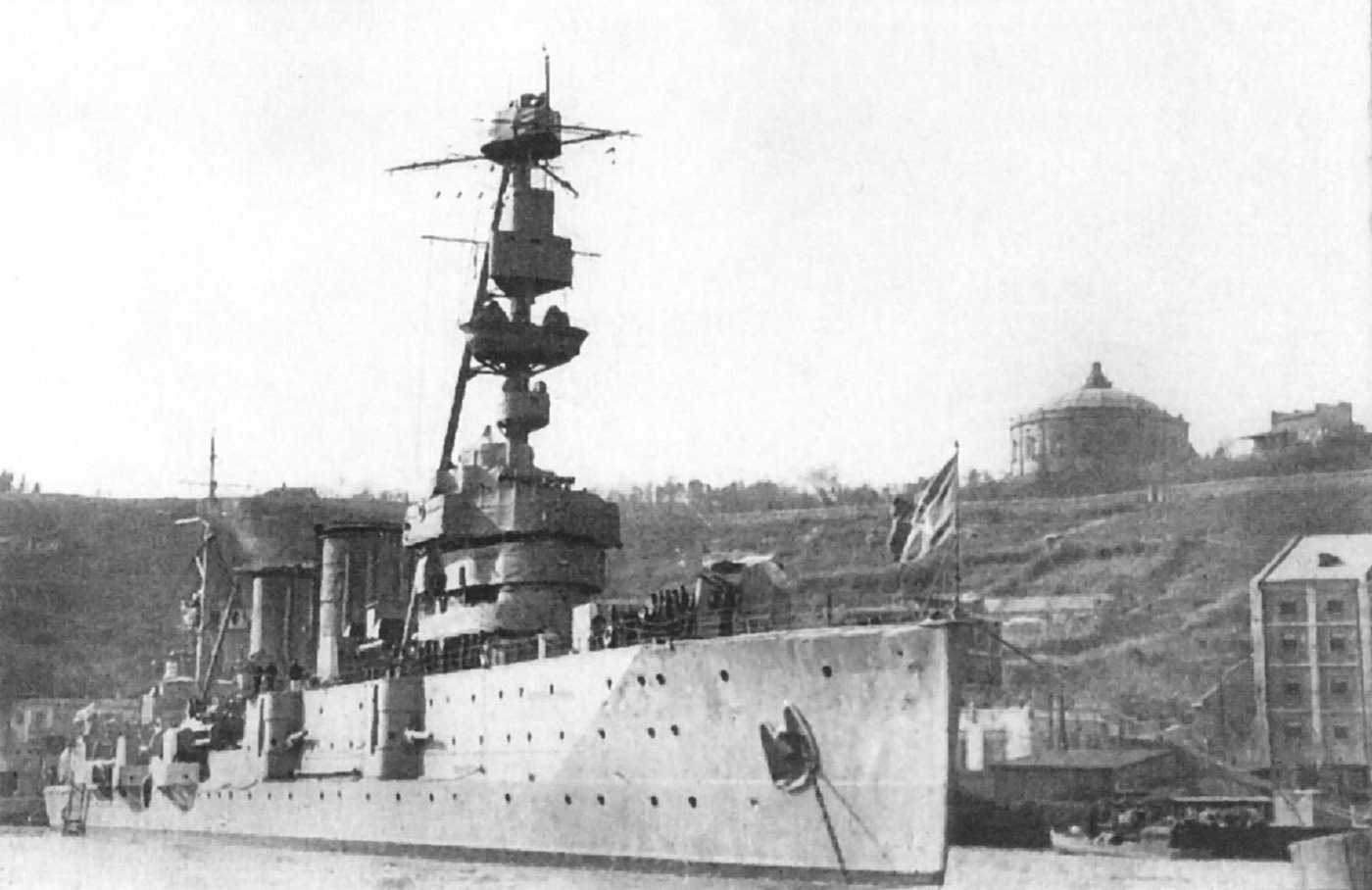
«Красный Крым» после 11.1944

3—4 февраля 1943 года крейсер в прикрытии морских десантов у Южной Озерейки и Станички. С октября 1943 до конца лета 1944 года находился в ремонте.
5 ноября 1944 года «Красный Крым» возглавлял эскадру боевых кораблей Черноморского флота, возвращавшихся в Севастополь.
За войну «Красный Крым» выполнил 58 боевых заданий — 52 стрельбы по позициям немецких войск, вероятно уничтожив 4 батареи, 3 склада с боеприпасами и до полка пехоты, перевез более 20 тысяч человек, в десантных операциях высадил около 10 тысяч человек и отразил свыше 200 атак самолётов.

#### В послевоенные годы
В 1949 году переформирован в учебный корабль, в 1957 году — в опытовое судно, в 1958 году — в плавказарму «ПКЗ-144».

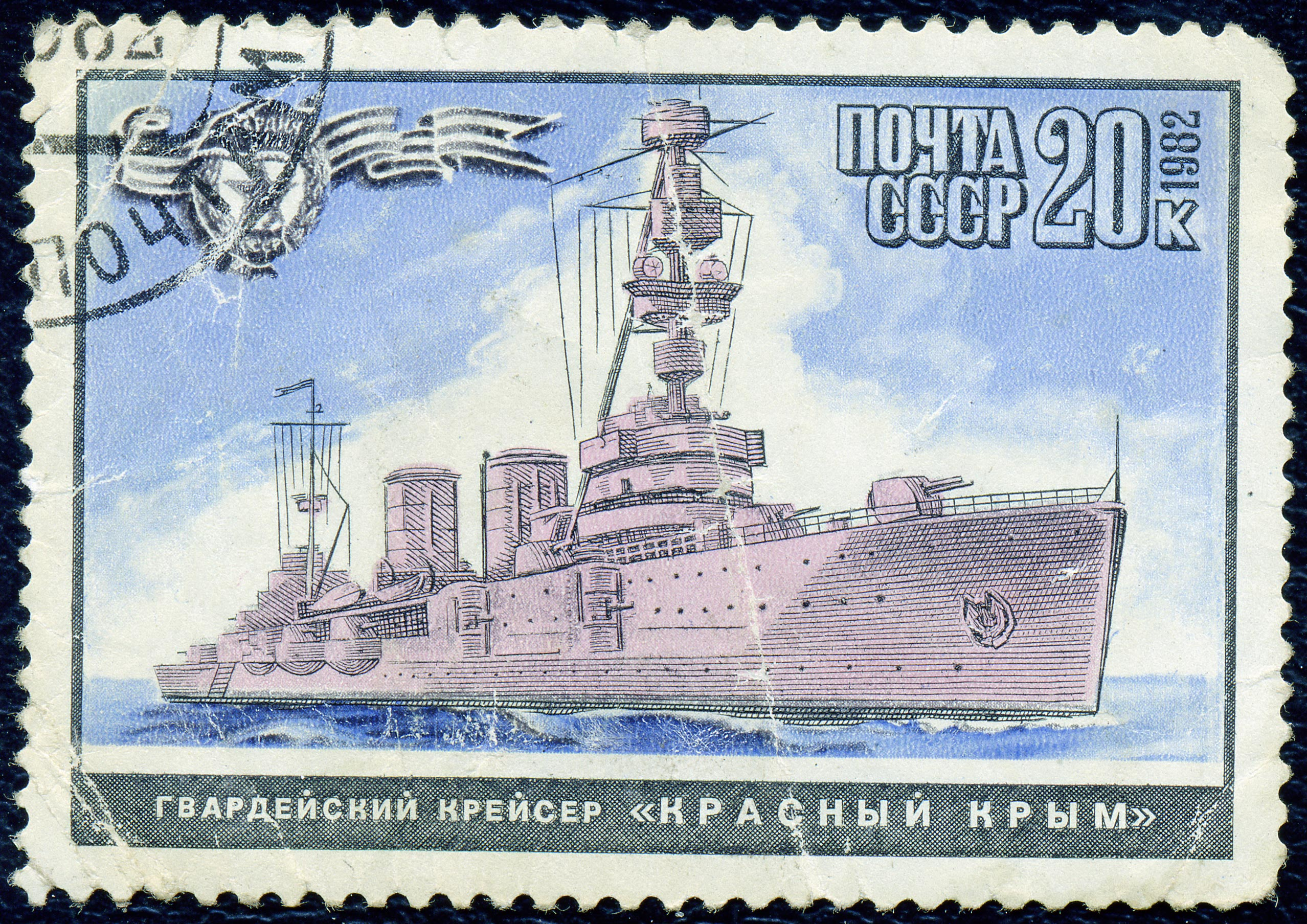
Красный Крым на почтовой марке 1982 года

В 1959 году исключен из ВМФ. По некоторым данным, крейсер потоплен в конце 1950-х годов при испытаниях нового оружия.

### Память о крейсере «Красный Крым»
- В ходе праздновании двухсотлетия ЧФ в центре Феодосийского залива 30 июля 1983 года установлен памятный знак морякам крейсеров «Красный Крым» и «Красный Кавказ», погибшим при высадке десанта в Феодосии и захороненным в море. Памятный знак в виде бакена с табличкой, на которой информация о этом.
- Название «Красный Крым» было присвоено БПК проекта 61, входившему в Черноморский флот с 1970 по 1993 год[36].

## Крейсер «Адмирал Нахимов» → «Червона Украина»

### Строительство
19 октября 1915 года в Николаеве завод «Русского судостроительного общества» («Руссуд») приступил к постройке для Черноморского флота крейсеров «Адмирал Нахимов» и «Адмирал Лазарев». Но Октябрьская революция и Гражданская война в России остановили постройку.
1 апреля 1923 года решили достроить по первоначальному проекту, но заменить противоаэропланные пушки 75-мм зенитками Канэ на станках Меллера и дополнить торпедное вооружение тремя 450-мм строенными аппаратами.

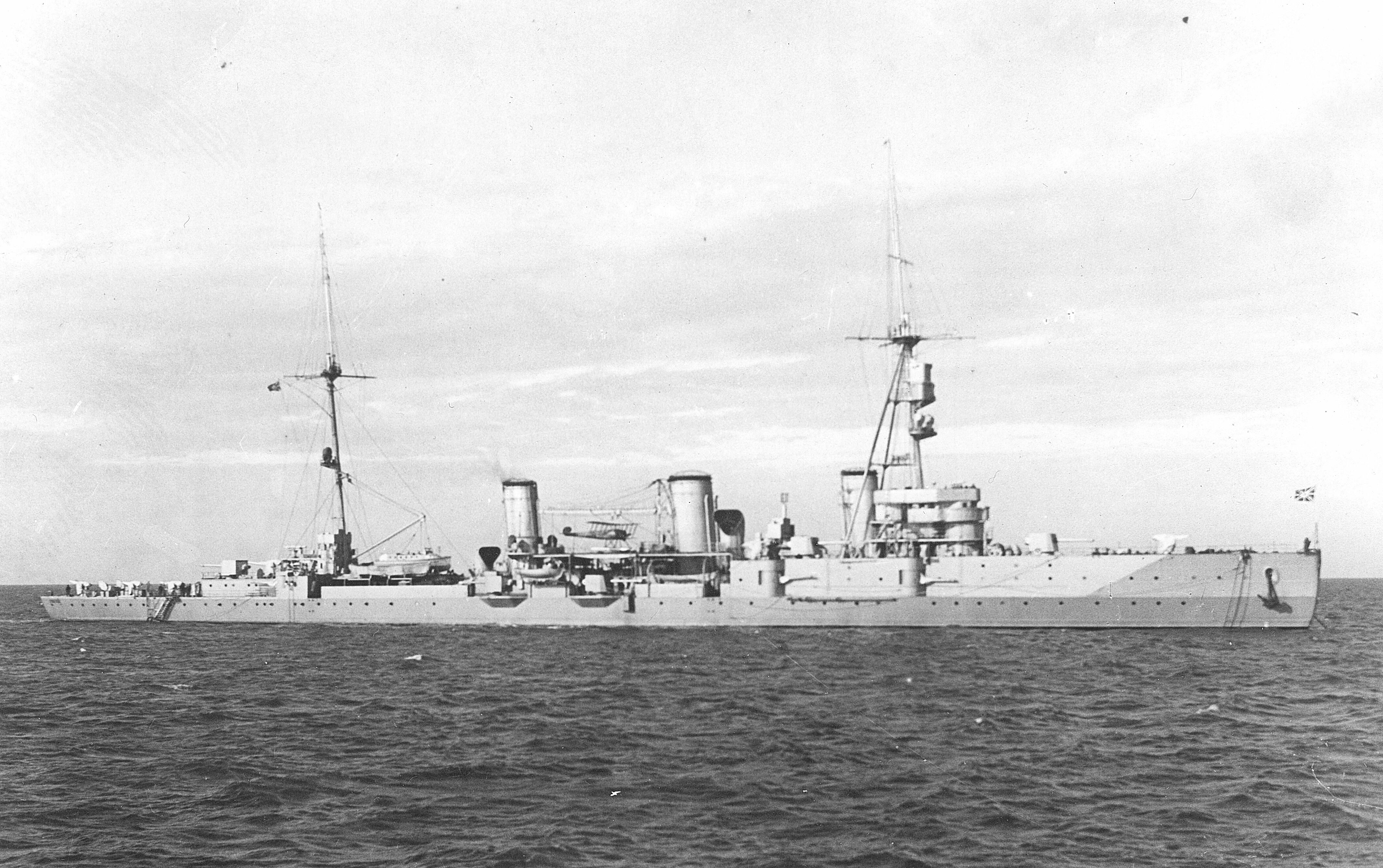
«Червона Украина» в 1930-х годах

7 декабря 1922 г. крейсеру «Адмирал Нахимов» присвоено новое название «Червона Украина». 8 мая 1923 г. СНК УССР решил выделить в фонд достройки корабля 200 тыс. руб. золотом. Окончательная готовность крейсера к сдаче назначена на 1 мая 1926 года.
В книге Нормана Полмара «Авианосцы» упоминается, что Фрэнсис Э. МакМерти, издатель ежегодника «Джейнс Файтинг Шипс», утверждал про намерения ВМФ СССР в 1929 году переделать лёгкий крейсер «Адмирал Нахимов» в авианосец «Сталин». Предполагалось, что «Сталин» будет нести 22 самолёта и иметь скорость 30 узлов. Ожидалось, что постройка корабля будет завершена в 1939 году (но в справочнике указан 1937 год).

### Служба

#### До войны
«Червона Украина» 21 марта 1927 года вошла в Черноморский флот. В 1928 году крейсер с визитом посетил Турцию. 25 июля 1929 года корабль посетил И. В. Сталин. В 1930 году крейсер совершил переход в Средиземное море с посещением Италии и Греции, через четыре года крейсер снова идет в Турцию. В 1932 году он прошёл капитальный ремонт.

#### В Великой Отечественной

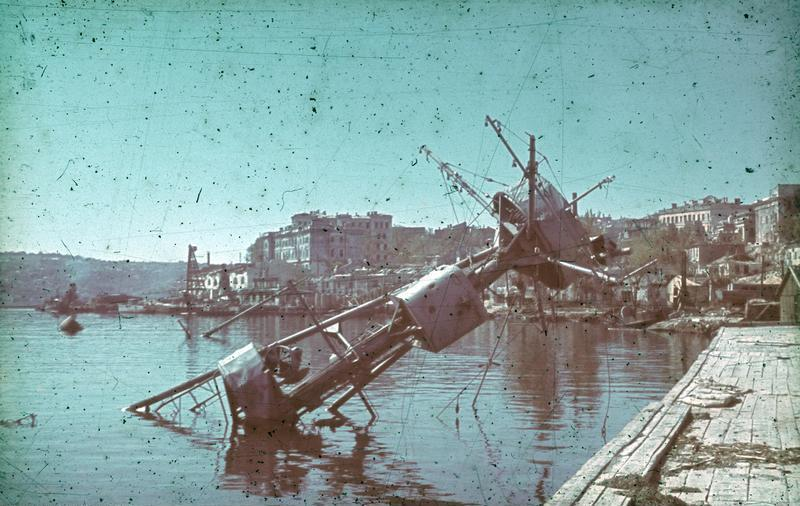
Фок-мачта потопленного крейсера «Червона Украина». Немецкое фото июля 1942 года

В составе ЧФ в Великую Отечественную войну участвовал в боях и в эвакуации Одессы.
В обороне Севастополя 8 ноября 1941 года «Червона Украина» первым из кораблей эскадры открыл огонь по наступающим войскам противника. 12 ноября, во время авианалёта, в крейсер, стоящий у Графской пристани, попало две бомбы, на серьёзно поврежденном корабле погибло 70 человек. На следующий день крейсер отбуксировали в Южную бухту, где он затонул.
«Червона Украина» был поднят 3 ноября 1947 года, а 8 февраля 1948 года поставлен в док и отремонтирован. Использовался как учебно-тренировочная станция. С 30 октября 1950 года — корабль-цель. 10 мая 1952 года посажен на грунт в районе Бакальской косы как мишень для бомбометания морской авиации.

## Крейсер «Адмирал Лазарев» → «Красный Кавказ»

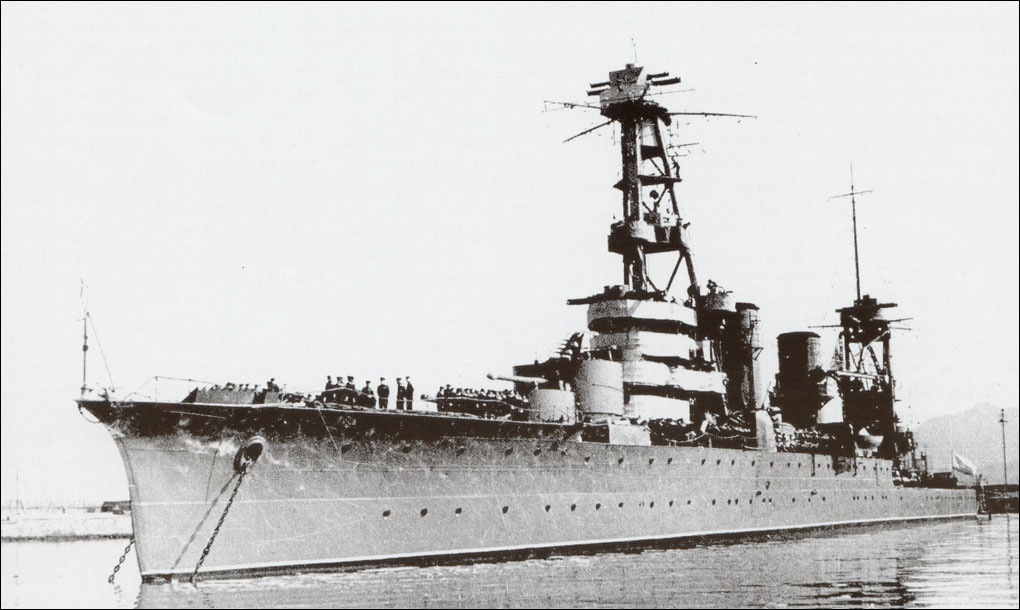
Лёгкий крейсер «Красный Кавказ». 1954

«Красный Кавказ» (бывший «Адмирал Лазарев») — модифицированный лёгкий крейсер типа «Светлана». Участвовал в боевых действиях ЧФ в Великой Отечественной войне, стал 1-м гвардейским кораблём ЧФ.

### История создания
Строительство санкционировано в июне 1912 года. Заложен на заводе «Руссуд» («Русское судостроительное общество» в Николаеве 19 октября 1913 года. В январе 1918 года достройка прекращена. 14 декабря 1926 года строившийся «Адмирал Лазарев» переименован в «Красный Кавказ». Строитель — Николаевский судостроительный завод им. А.Марти.
Последний из строившихся в царской России кораблей, достроенных уже при советской власти.

### Конструкция
Схема бронирования осталась от старого проекта, а башни и их барбеты из 25-мм брони.

#### ГЭУ
10 котлов Ярроу (барабанный котёл шатрового типа с изогнутыми трубками)? В проекте котлы смешанного нефтеугольного питания. Но сделаны только под нефтяное. 4 турбины Парсонса (турбина реактивного принципа, требовали установки на судне экономических турбин для крейсерского хода).

#### Главный калибр
Теоретически орудия главного калибра (ГК) рассчитаны стрелять на 200 кбт (более 37 км). В башнях нет дальномеров и автоматических приборов управления стрельбой (ПУС), только позднее ручной ПУС заменен на электро-механический ПУС «Молния».

### До войны
В 1933 году совершил единственный заграничный поход с эсминцами «Петровский» (будущий «Железняков») и «Шаумян» в Стамбул, затем посетил Пирей и Неаполь (Италия). 7 ноября, пройдя 2650 миль, вернулся в базу. В 1939−1940 году во время капитального ремонту катапульту демонтировали.

### В годы войны
22 июня 1941 года находился в Севастополе, с 23 июня участвовал в минных постановках. 5 июля ушёл в Новороссийск. 6 сентября — из Новороссийска в Севастополь. 12 сентября у Одессы обстреливал противника — 27 снарядов ГК, 13 сентября — 58 снарядов. В ночь 22 сентября участвовал в высадке морского десанта в районе Григорьевки. Доставил 696 десантников, выстрелив 8 снарядов. 4 октября эвакуировал из Одессы около 1000 человек. 16 октября повторил поход, выпустив по немецким позициям 27 снарядов и эвакуировав 1180 человек. 26 октября — 9 декабря 1941 года 5 раз ходил в Севастополь, перевезя и эвакуировав 5277 человек, 58 машин, 70 орудий, около 17 вагонов боеприпасов и 10 вагонов продовольствия и выпустив по немецким позициям 135 снарядов ГК. 21 декабря в отряде кораблей доставил в Севастополь 1500 человек (части 79-й отдельной морской стрелковой бригады), 8 минометов, 15 автомобилей. Приняв около 500 раненых, ушёл к Балаклаве, откуда обстрелял немецкие позиции, выпустив 39 снарядов.
Высадка Феодосийского десанта
29 декабря 1941 года участвовал в высадке Феодосийского десанта, с 3 часов 48 минут за 13 минут выпустил 26 снарядов ГК. В 5 часов начинает маневрировать для отшвартовки для высадки десанта. 2 часа в гавани под обстрелом немецкой полевой артиллерии, попадало 8 снарядов калибром до 150-мм и 4 минометных мины. Погибли 27 человек и 66 ранены. В 8.08 закончив высадку 1 586 человек (техника не выгружена), обрубив швартовы, начал выход на рейд. С 9.25 до 18 часов на крейсер 14 атак немецкой авиации. За время высадки и поддержки десанта крейсер израсходовал 70 снарядов ГК и 429 100-мм снарядов.
Второй поход в Феодосию
4 января 1942 года доставил в Феодосию бригаду ПВО. Во время разгрузки был атакован и тяжело поврежден пикирующими бомбардировщиками Ju-87 из StG.77 500 кг бомбами. При попытке дать полный ход обнаружилось, что один вал вращается с недопустимым биением, а другой пошёл вразнос. Вследствие атаки крейсер получил три пробоины ниже ватерлинии и 26 марта встал на капитальный ремонт в Поти вплоть до 17 августа 1942 года.
3 апреля 1942 года приказом нарком ВМФ СССР Н. Г. Кузнецова присвоено звание гвардейского корабля.

#### Дальнейшая служба в 1942—1943 годах
16 сентября 1942 года при переходе из Поти в Туапсе нёс на борту, кроме экипажа, 4340 военнослужащих 408-й стрелковой дивизии. 22 октября при швартовочных манёврах в Туапсе был безрезультатно атакован немецким торпедным катером.
4—9 февраля 1943 года обеспечивал высадку десанта у посёлка Южная Озерейка, затем у посёлка Станички — десант захватил плацдарм.
В 1941—1943 годах совершил 64 боевых похода, обстрелял 13 батарей противника, вероятно уничтожил 2 танка и 3 самолёта, обстрелял свыше 5 батальонов вражеской пехоты. Перевёз более 25 000 человек. Отразил около 200 воздушных атак.

### Послевоенная служба
12 мая 1947 года устаревший лёгкий крейсер «Красный Кавказ» переведён в учебные корабли.

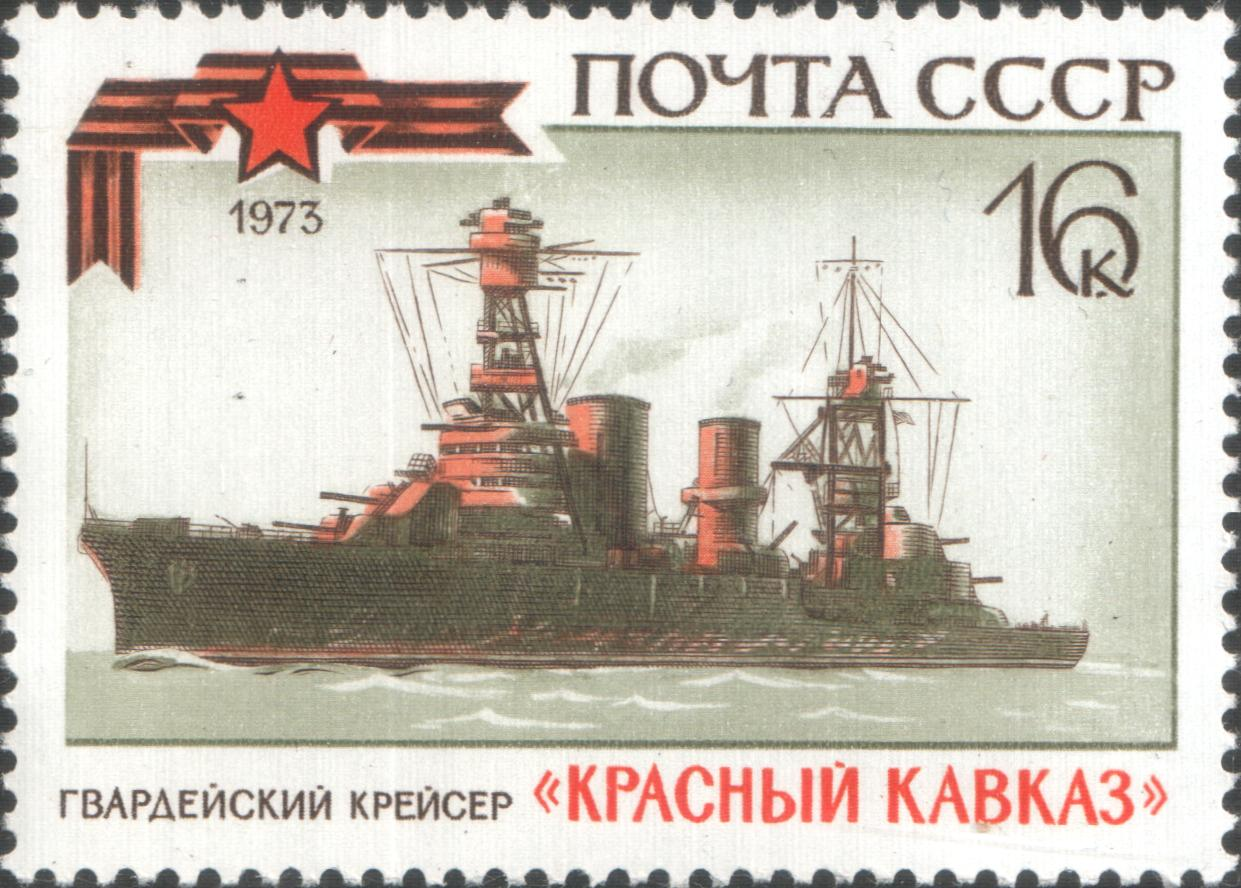
Марка СССР (1973): крейсер «Красный Кавказ». Художники — отец и сыновья Завьяловы

С весны 1952 года — корабль-мишень. 21 ноября 1952 года при испытаниях ракетного комплекса «Комета» («КС-1» на «Ту-4К») был выведен в море и оставлен без экипажа с ходом 18 узлов (33,3 км/ч). От попадания ракеты движущийся корабль разломился на 2 части, которые затонули. Предполагаемое место гибели корабля в 15 милях к югу от мыса Чауда в районе Феодосийского залива.

### Память
Название «Красный Кавказ» передано большому противолодочному кораблю.
Якорь «Красного Кавказа» с фрагментом якорь-цепи, расклёпанной при отходе после высадки десанта во время Керченско-Феодосийской операции, после войны поднят и установлен 9 мая 1975 года в Феодосии на постамент как памятник.

## Комментарии
1. ↑  Даты в этом разделе имеют разночтения в разных источниках.